# Ėl'vira Nabiullina
Ėl'vira Sachipzadovna Nabiullina (in russo Эльвира Сахипзадовна Набиуллина?; Ufa, 29 ottobre 1963) è un'economista, banchiera e politica russa, dal giugno 2013 presidente della Banca centrale della Federazione Russa.
Ha il grado civile di Consigliere di Stato effettivo della Federazione Russa di 1ª classe.
È stata consigliera economica del presidente russo Vladimir Putin dal maggio 2012 al giugno 2013 dopo essere stata ministra dello Sviluppo Economico e del Commercio dal settembre 2007 al maggio 2012.  Nel 2019 è stata indicata da Forbes come la 53ª donna più potente del mondo.
Il 19 aprile 2022 è stata sanzionata dall'Australia dopo l'invasione russa dell'Ucraina nel febbraio 2022.  Il 30 settembre 2022 è stata sanzionata dagli Stati Uniti dopo l'annessione russa dell'Ucraina meridionale e orientale.

## Biografia

### Origini e studi
Nata ad Ufa, in Baschiria, da una famiglia di origini tatare (il padre lavorava come camionista e la madre come operaia), nel 1986 si è laureata in economia all'Università statale di Mosca, mentre nel 2007 è stata selezionata per il programma World Fellows dell'Università Yale.
Oltre alla lingua madre, parla inglese e francese.

### Carriera
Tra il 1991 e il 1994, Nabiullina ha lavorato presso l'Unione per la Scienza e l'Industria dell'URSS, un gruppo di pressione promuovente gli interessi delle imprese, e quindi presso il suo successore, l'Unione Russa degli Industriali e degli Imprenditori. Nel 1994 si è trasferita al Ministero dello Sviluppo Economico e del Commercio, del quale è diventata vice-ministra nel 1997 (lasciando però il ministero un anno dopo, nel 1998). Ha trascorso i due anni successivi presso l'istituto finanziario Sberbank, svolgendo la carica di direttrice esecutiva, e presso il think-tank non governativo Center for Strategic Development, guidato dall'ex ministro del Commercio German Gref, prima di far ritorno al dicastero per lo Sviluppo Economico come prima vice nel 2000. Tra il 2003 e la sua nomina a ministra (avvenuta nel settembre 2007) ha presieduto il Center for Strategic Development nonché un comitato consultivo di preparazione alla presidenza russa del G8, nel 2006.
Il presidente russo Vladimir Putin ha nominato Nabiullina alla carica di ministra dello Sviluppo economico e del Commercio il 24 settembre 2007, in sostituzione di Gref, carica che ella ha ricoperto fino al 21 maggio 2012. Nello stesso 2012, è stata una delle sei personalità governative al fianco di Putin nel ritorno di quest'ultimo al Cremlino dopo l'elezione per un terzo mandato. Da maggio 2012 a giugno 2013, è stata assistente del presidente Putin per gli affari economici.
Nel 2013, Nabiullina è stata nominata governatrice della Banca centrale russa, diventando così la seconda donna dopo Tat'jana Paramonova a ricoprire la posizione. Nel maggio 2014, Forbes l'ha inserita nella sua classifica delle donne più potenti del mondo, in quanto ella "ha avuto il difficile compito di gestire il tasso di cambio del rublo durante la crisi politica ucraina, e di favorire la crescita di un'economia che cerca di evitare una recessione". Nel tentativo di fermare lo slittamento del rublo, la Banca centrale russa, sotto la sua guida, ha aumentato i tassi d'interesse, lasciato fluttuare il tasso di cambio e fissato un tetto all'inflazione, stabilizzando così il sistema finanziario ed aumentando la fiducia degli investitori stranieri.
La rivista Euromoney l'ha nominata governatore di banca centrale dell'anno per il 2015, analogamente a quanto fatto dalla rivista britannica The Banker nel 2017.
Il 28 febbraio 2022, ha annunciato una serie di misure per combattere la crisi finanziaria russa del 2022 causata dall'invasione russa dell'Ucraina, tra cui che il tasso di interesse della Banca centrale russa sarebbe salito al 20%, che il mercato azionario avrebbe potuto essere chiuso e che sarebbero stati istituiti controlli sui capitali. Nel marzo 2022, è stato riferito che aveva tentato di dimettersi dal suo ruolo, salvo poi ricevere da Putin l'ordine di rimanere in carica.

## Vita privata
El'vira Nabiullina è sposata con Jaroslav Kuz'minov, celebre economista e, all'epoca della celebrazione del matrimonio, suo insegnante all'Università statale di Mosca. Nel 1988, la coppia ha avuto un figlio, Vasilij, analista economico presso la Scuola superiore di economia.